# Пассажирский конвейер

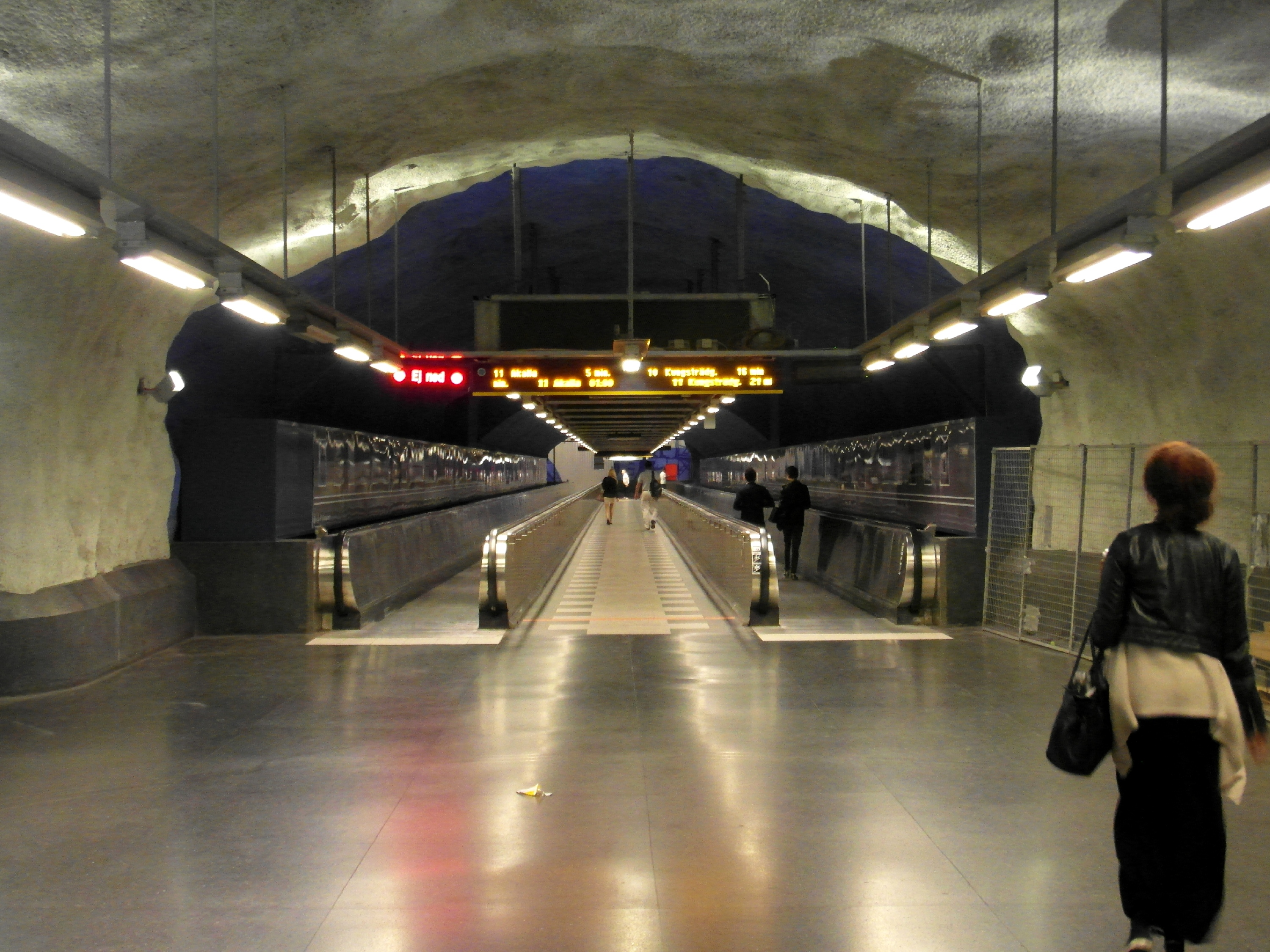
Траволаторы в Стокгольмском метро

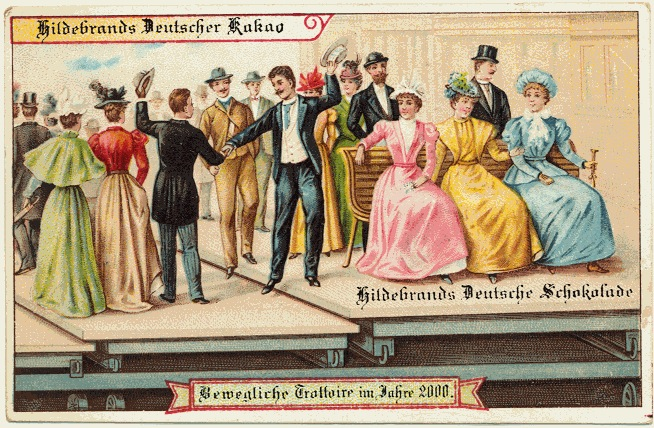
Движущийся тротуар на паровой тяге на карточке 1900 года из цикла «Германия в XXI веке»

Травола́тор, или пассажи́рский конве́йер — движущаяся бесступенчатая полоса, которая позволяет ускорить или облегчить передвижение пешеходов.

## Терминология
В английском языке нет единого варианта названия данного устройства: travelator, travellator или travolator (Великобритания), moving walkway или moving sidewalk (США).
В русском языке пассажирский конвейер может также называться движущийся тротуар, движущаяся дорожка, бегущая дорожка, травола́тор (англ. travelator от travel «перемещаться» + <escal>ator «эскалатор»).

## Сфера применения

Схема работы

Траволаторами обычно оборудуют крупные торговые комплексы, аэропорты, вокзалы, выставочные комплексы.
Траволаторы строятся как наклонные (то есть как замена эскалаторам), так и горизонтальные (из-за этого возможности применения траволаторов шире, чем эскалаторов). Причём у наклонного траволатора есть существенный плюс перед эскалатором — из-за отсутствия ступеней на траволаторе гораздо удобнее и легче перемещаться с детской и инвалидной колясками или продуктовой тележкой. С другой стороны, отсутствие ступеней порождает и недостаток траволатора — его наклон не может быть достаточно крутым, в отличие от эскалатора.

## Примеры использования
Подземные переходы между терминалами Международного аэропорта Атланта Хартсфилд-Джексон (США).

### В Санкт-Петербурге
Аэровокзал Пулково-1

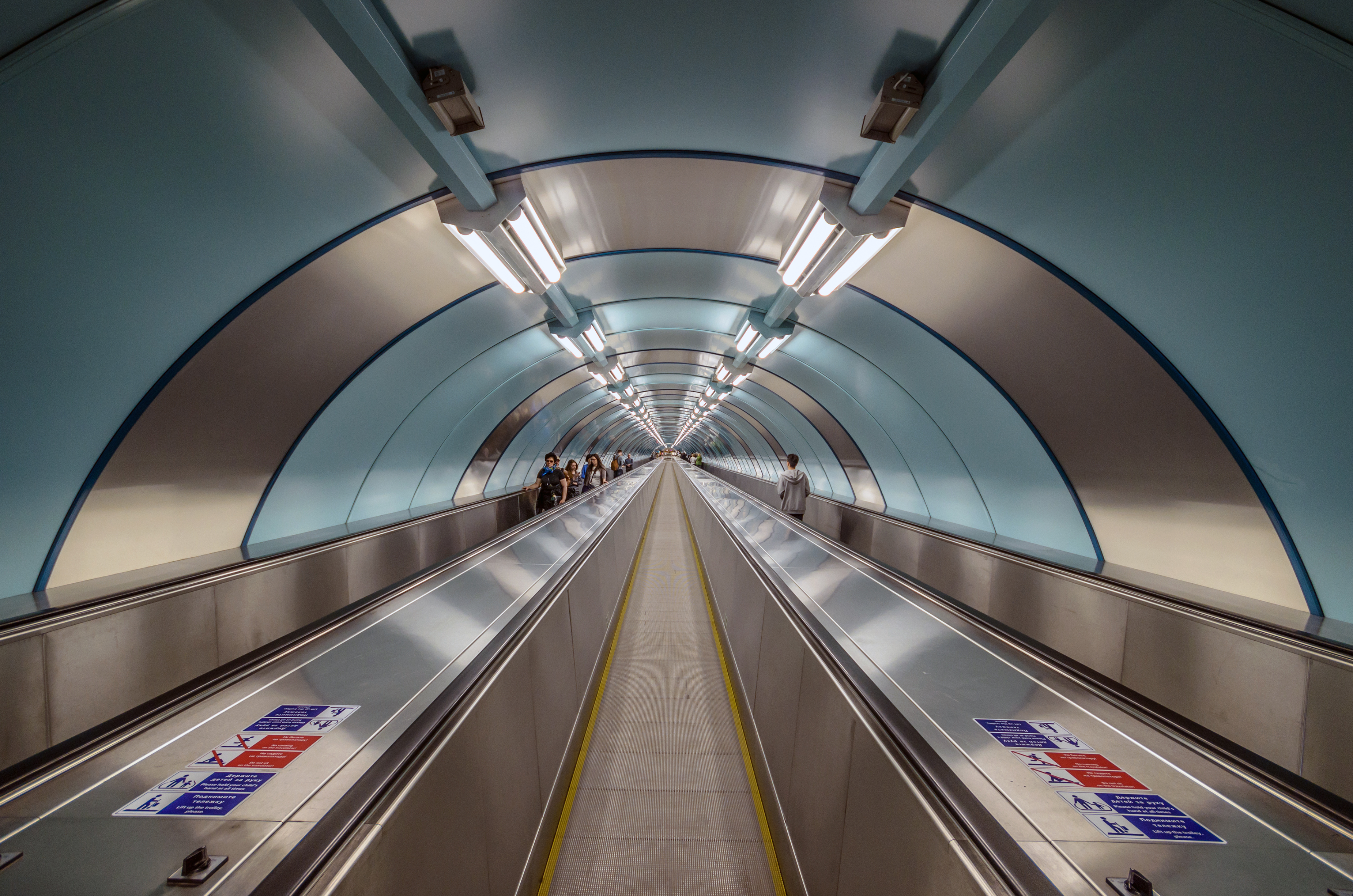
Траволаторный тоннель в Петербургском метро

В Советском Союзе такими устройствами был оснащён аэропорт Ленинграда Пулково-1, обслуживавший авиарейсы внутри государства. Горизонтальные самодвижущиеся дорожки соединяли здание аэровокзала, построенное в 1973 году, с накопителями выходов к лётному полю.
Станция метро «Спортивная»
В постсоветской России в начале второго десятилетия XXI века в Санкт-Петербурге траволаторы впервые использованы в метрополитене: они, пройдя в 300-метровом пассажирском тоннеле, соединили станцию «Спортивная», действующую с 1997 года и расположенную на Петроградском острове Петроградской стороны, с построенным к весне 2015 года вторым вестибюлем станции, расположенным на противоположном берегу реки Малой Невы, на соседнем Васильевском острове.

### Торговые центры
В торговых центрах, имеющих возможность аренды тележки для перемещения по территории всего комплекса, а не только какого-то конкретного магазина, помимо эскалаторов установлены также траволаторы, чтобы посетители могли перемещаться с тележками между этажами.

## В научной фантастике
Траволаторы и основанная на них транспортная инфраструктура нередко описаны в научно-фантастических литературных произведениях.
Распространённой идеей (автором которой является Герберт Уэллс), встречающейся в фантастике начиная с 1899 года, является «скользящий тротуар» (англ. slidewalk) — пешеходная дорога из параллельных траволаторов, движущихся с различной скоростью. Разница скоростей между соседними дорожками невелика и позволяет пешеходу переходить с одной на другую, при этом скорость самой быстрой дорожки относительно земли достигает многих десятков км/ч, что позволяет скользящему тротуару заменить автомобильный общественный транспорт. Подробным описанием такого транспорта и его проблем обладает рассказ Роберта Хайнлайна «Дороги должны катиться» (1940).